# Antal Szabó
Antal Szabó (Soroksár, 4 de setembre de 1910 - Nürtingen, 18 d'abril de 1972) fou un destacat futbolista hongarès de la dècada de 1930.
Fou el porter titular de la selecció hongaresa que finalitzà segona al Mundial de 1938. En total jugà 42 cops amb la selecció. Pel que fa a clubs, destacà al MTK Budapest, on jugà durant una dècada.